# Réchésy
Réchésy is een gemeente in het Franse departement Territoire de Belfort (regio Bourgogne-Franche-Comté) en telt 761 inwoners (1999). De plaats maakt deel uit van het arrondissement Belfort. In het Elzassisch of het Duits heette de plaats vroeger Röschlitz.

## Geografie
De oppervlakte van Réchésy bedraagt 12,6 km², de bevolkingsdichtheid is 60,4 inwoners per km².
De onderstaande kaart toont de ligging van Réchésy met de belangrijkste infrastructuur en aangrenzende gemeenten.

## Demografie
Onderstaande figuur toont het verloop van het inwonertal (bron: INSEE-tellingen).